# Campionat d'Europa de futsal UEFS femení 2007
El Campionat d'Europa de futsal UEFS femení 2007 es va disputar a Luhačovice (República Txeca) del 12 al 16 de desembre de 2007, amb la participació de cinc seleccions nacionals. La competició es va disputar en format de lliga i la República Txeca va guanyar el seu primer títol continental.

## Competició
Llegenda
En les taules següents:
| Pts = Punts totals PJ = Partits jugats PG = Partits guanyats PE = Partits empatats PP = Partits perduts |  | GF = Gols a favor GC = Gols en contra DG = Diferència de gols (GF-GC) Ressaltat en verd = Equip classificat per a semifinals. |  |  |

|                 | Pts | PJ | PG | PE | PP | GF | GC | DG  |
| --------------- | --- | -- | -- | -- | -- | -- | -- | --- |
| República Txeca | 12  | 4  | 4  | 0  | 0  | 45 | 2  | +43 |
| Rússia          | 9   | 4  | 3  | 0  | 1  | 43 | 4  | +39 |
| Eslovàquia      | 6   | 4  | 2  | 0  | 2  | 29 | 5  | +24 |
| Ucraïna         | 3   | 4  | 1  | 0  | 3  | 8  | 56 | -48 |
| Lituània        | 0   | 4  | 0  | 0  | 4  | 5  | 63 | -58 |

| 12 de desembre - 18:00 |      |          |            |
| Rússia                 | 18-1 | Lituània | Luhačovice |
|                        |      |          | Luhačovice |

| 13 de desembre - 17:00 |     |        |            |
| Eslovàquia             | 0-1 | Rússia | Luhačovice |
|                        |     |        | Luhačovice |

| 13 de desembre - 19:00 |      |          |            |
| República Txeca        | 21-0 | Lituània | Luhačovice |
|                        |      |          | Luhačovice |

| 14 de desembre - 17:00 |      |            |            |
| Lithuania              | 0-17 | Eslovàquia | Luhačovice |
|                        |      |            | Luhačovice |

| 14 de desembre - 19:00 |      |                 |            |
| Ucraïna                | 0-18 | República Txeca | Luhačovice |
|                        |      |                 | Luhačovice |

| 15 de desembre - 9:00 |     |         |            |
| Lituània              | 4-7 | Ucraïna | Luhačovice |
|                       |     |         | Luhačovice |

| 15 de desembre - 17:00 |      |         |            |
| Rússia                 | 22-0 | Ucraïna | Luhačovice |
|                        |      |         | Luhačovice |

| 15 de desembre - 19:00 |     |            |            |
| República Txeca        | 3-0 | Eslovàquia | Luhačovice |
|                        |     |            | Luhačovice |

| 16 de desembre - 11:00 |      |         |            |
| Eslovàquia             | 12-1 | Ucraïna | Luhačovice |
|                        |      |         | Luhačovice |

| 16 de desembre - 13:00 |     |        |            |
| República Txeca        | 3-2 | Rússia | Luhačovice |
|                        |     |        | Luhačovice |

## Classificació final
| Classificació final | Classificació final |
| ------------------- | ------------------- |
| Medalla d'or        | República Txeca     |
| Medalla de plata    | Rússia              |
| Medalla de bronze   | Eslovàquia          |
| 4.                  | Ucraïna             |
| 5.                  | Lituània            |